# Wagon Wheel
Wagon Wheel è una comunità non incorporata degli Stati Uniti d'America della contea di Torrance nello Stato del Nuovo Messico. La comunità si trova all'uscita 208 della Interstate 40, 12 miglia (19 km) ad est di Moriarty, e fornisce servizi ai viaggiatori sull'autostrada.